# Pommes Macaire

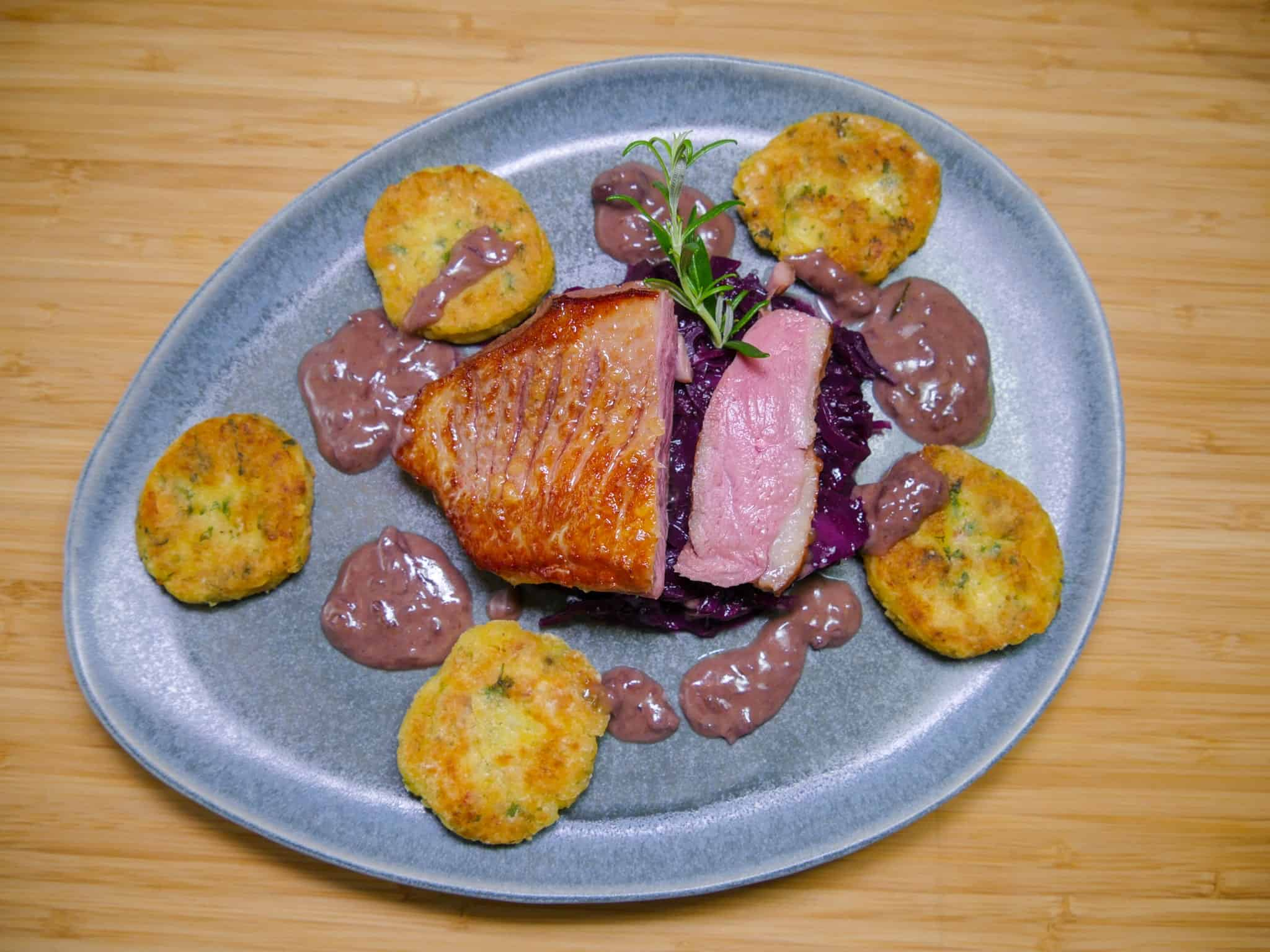

Les pommes Macaire, ou pommes de terre Macaire, sont une spécialité culinaire française, à base de pommes de terre.

## Historique
L'expression « pommes de terre à la Macaire » est attestée, dès 1866, dans un menu de restaurant. Le nom de « Macaire » donné à cette préparation vient de Robert Macaire, personnage de fiction d'un mélodrame, L'Auberge des Adrets, qui fut très populaire dans la première moitié du XIXe siècle.
Selon Léon Roty,  Jean de Gouy, bruxellois, cuisinier et auteur fut chef des cuisines du prince Pierre d'Arenberg, et dirigea les cuisines impériales de Vienne, puis comme chef de bouche, celle de l'Archiduc Rodolphe, est l'inventeur de la recette.

## Caractéristiques
Il s'agit de pommes de terre, façonnées en galettes. On prend de grosses pommes de terre cuites au four. Après cuisson, on prélève la chair et on y incorpore du beurre puis du jaune d'œuf et on ajoute la ciboulette ciselée. On façonne ensuite de petites galettes et que l'on farine légèrement. Les galettes sont cuites ensuite à la poêle en les faisant dorer des deux côtés.